# Международная федерация смешанных боевых искусств
Международная федерация смешанных боевых искусств (IMMAF) была основана 29 февраля 2012 года как международный руководящий орган по любительским смешанным единоборствам (MMA) . Зарегистрированный как некоммерческая организация в соответствии со шведским законодательством, IMMAF служит центром для национальных федераций ММА и поддерживает глобальный рост регулирования и безопасности спорта, помогая странам в создании федераций, где их нет. IMMAF запущен при поддержке лидера рынка смешанных единоборств, Ultimate Fighting Championship (UFC). UFC является одной из организаций, санкционированных федерациями под эгидой IMMAF в странах, в которые входят Бразилия и Швеция. В 2018 году Международная федерация ММА (IMMAF) объединилась с Всемирной ассоциацией ММА (WMMAA).

## Право на выступление спортсменов-профессионалов
IMMAF считает, что если спортсмен выступает на профессиональном уровне, то он не имеет права на участие в случае, если он или она соответствует одному из следующих критериев:
- имеет лицензию Pro MMA или любого другого профессионального боевого спорта, выданную любым санкционирующим органом.
- имеет контракт с профессиональным ММА-промоушеном  или профессиональным промоушеном любого другого вида боевых единоборств.
- получил плату за участие в ММА или профессиональном боевом спортивном матче
- участвовал в профессиональном матче ММА в соответствии с Унифицированными правилами ММА или аналогом в стране, где проходил бой
- боролся против соперника с рекордом Pro MMA во время боя
- имеет профессиональный боевой рекорд ММА, опубликованный в любом месте
- Национальные любительские критерии не распространяются на международные соревнования IMMAF, если они не соответствуют вышеуказанным условиям.

## Правила любительского ММА

### Обязательное снаряжение
- Соревновательные перчатки
- Конкуренция голени
- Спортивные шорты, выполненные из прочного материала и сконструированные таким образом, что они не могут нанести травму ни одному из участников.
- Каппа
- Соревновательный бюстгалтер или рашгард (только для женщин)
- Защитная чашка для паха (по желанию для женщин, для мужчин обязательно)
- Защитный нагрудный механизм (опционально для женщин, не для мужчин)
- Защита колена (опционально)
- Защита лодыжки (опционально)

### Несанкционированные действия
То же самое из Унифицированных Правил ММА плюс:
- Любые удары локтями и предплечьем
- Скручивание пятки(каблук)
- Твистеры / Удерживание в распятии и / или любой сабмишн, который делается с помощью применения давления на позвоночник
- Колени в голову

### Продолжительность матча
- Матч должен содержать три (3) раунда.
- Раунд длится три (3) минуты.
- Перерывы между раундами длятся шестьдесят (60) секунд

### Отстранения
Участник, который был нокаутирован в результате удара по голове, или чей матч был остановлен судьей из-за нескольких сильных ударов по голове, которые сделали его / ее беззащитным и неспособным продолжать, должны быть отстранены от участия в соревнований и тренировочных спаррингов.
Периоды приостановки, начиная со дня последнего матча:
- Один (1) нокаут: отстранение минимум на четыре (4) недели
- (2) нокауты в течение трех (3) месяцев: отстранение не менее трех (3) месяцев.
- Три (3) нокаута в течение двенадцати (12) месяцев: отстранение минимум за двенадцать (12) месяцев.

Перечисленные периоды отстранения являются минимальными периодами и могут быть продлены по усмотрению врача.
В случае, если матч не был остановлен реферри, врач все еще имеет право принять решение о приостановке, если он посчитает это необходимым из-за того, что участник получил много жестких ударов по голове.

## Члены организации
Панамерика 
- Багамы - Empire Mixed Martial Arts Bahamas
- Бразилия - Спортивная комиссия ММА Бразилии / Comissão Atlética Brasileira de MMA (CABMMA)
- Канада - Canadian Combat Alliance
- Колумбия - Asociación Colombiana de Artes Marciales Mixtas OCAMM
- Мексика - Federacion de Artes Marciales Mixtas Equidad y Juego Limpio
- Нигерия - Dynamite Fighting Championship Africa (DFC Africa)
- Парагвай - Federacion Paraguaya de Kick Boxing Muay Thai & MMA
- Сальвадор - Federacion Salvadoreña de Kickboxing & MMA
- США - Федерация смешанных боевых искусств США
- Тринидад и Тобаго - Федерация смешанных боевых искусств Тринидада и Тобаго (TNT MMAF)

Азия
- Королевство Бахрейн - Федерация смешанных боевых искусств Бахрейна
- Индия - Всеиндийская ассоциация смешанных боевых искусств
- Иорданское королевство хасемитов - Федерация смешанных боевых искусств Иордании (проходит официальное отделение от Иорданской федерации джиу-джитсу и смешанных боевых искусств)
- Казахстан - Федерация смешанных единоборств Казахстана
- Киргизская Республика - Федерация ММА и Панкратиона Кыргызстана
- Китай - Китайская международная федерация смешанных боевых искусств
- Ливан - ливанский комитет ММА
- Малайзия - Ассоциация смешанных боевых искусств Малайзии MASMMAA
- Непал - Национальная конфедерация игр боевых искусств Непала (в ожидании регистрации дочерней национальной федерации ММА)
- Пакистан - Смешанные боевые искусства Пакистан (ПАКММА)
- Сингапур - Федерация смешанных боевых искусств Сингапура (MMAFS)
- Таджикистан - Федерация смешанных боевых искусств Таджикистан (TAJMMAF)
- Таиланд - Федерация смешанных боевых искусств Таиланда (TMMAF)
- Япония - Федерация ММА Японии JMMAF (в ожидании официального изменения названия из лицензии ММА Японии JML)

Европа
- Австрия - Федерация смешанных боевых искусств Австрии
- Азербайджан - Лига смешанных единоборств Азербайджана
- Албания - Федерация смешанных боевых искусств Албании
- Армения - Федерация MMA Армении
- Бельгия - Федерация смешанных боевых искусств Бельгии
- Болгария - Болгарская федерация смешанных единоборств
- Великобритания - Федерация ММА Великобритании
- Венгрия - Hungarian Premium MMA League
- Германия - Федерация смешанных боевых искусств Германии
- Греция - Greek Wrestling MMA
- Грузия - Национальная федерация ММА Грузии
- Дания - Датская федерация смешанных боевых искусств
- Ирландия (Ирландия) - Ирландская ассоциация смешанных боевых искусств (IMMAA)
- Ирландия (Северная Ирландия) - Ассоциация любителей ММА
- Исландия - индивидуальные участники (в ожидании образования федерации)
- Испания - Испанская федерация олимпийской борьбы и связанных с ней дисциплин / Federación Española de Luchas Olímpicas y Disciplinas Asociadas
- Италия - Федерация смешанных боевых искусств / Итальянская федерация борьбы и смешанных единоборств (FIGMMA)
- Литва - Федерация смешанных боевых искусств Литвы / Lietuvos MMA Federacija (в ожидании регистрации)
- Люксембург - Федерация Люксембургской ММА (FLMMA)
- Норвегия - Федерация смешанных единоборств Норвегии
- Польша - Польская федерация смешанных боевых искусств (PLMMAF)
- Португалия - Португальская спортивная комиссия MMA / Comissão Atlética Portuguesa de MMA (CAPMMA)
- Российская Федерация - Союз ММА России (2012-2022)
- Румыния - Федерация смешанных боевых искусств Румынии (в ожидании регистрации членами совета клуба AGON)
- Турция - Федерация боевых искусств и самообороны Турции
- Украина - Всеукраинская федерация свободных боев, единоборств и смешанных единоборств
- Финляндия - Федерация смешанных боевых искусств Финляндии
- Франция - Комиссия по смешанным боевым искусствам (в ожидании изменения названия от Комиссии по смешанным боевым искусствам)
- Чешская Республика - Ассоциация смешанных боевых искусств Чешская Республика
- Швейцария - Швейцарская федерация смешанных боевых искусств
- Швеция - Шведская федерация смешанных боевых искусств
- Эстония - Эстонская федерация смешанных боевых искусств

Океания
- Австралия - Международная федерация смешанных боевых искусств Австралии
- Новая Зеландия - Федерация смешанных боевых искусств Новой Зеландии

Африка
- Гана - Федерация смешанных боевых искусств Ганы (GHAMMAF)
- Египет - Египетский комитет ММА
- Камерун - Национальная лига смешанных единоборств Камерун (NLMMAC)
- Маврикий - Федерация смешанных боевых искусств Маврикий
- Сейшельские Острова - Ассоциация Смешанных Боевых Искусств Сейшельских Островов
- ЮАР - Смешанные Боевые Искусства ЮАР

## Чемпионаты

### Открытый чемпионат Европы IMMAF 2015 по любительскому ММА
Открытый чемпионат Европы IMMAF 2015 по любительскому ММА состоялся в Бирмингеме, Англия, Великобритания, с 19 по 22 ноября 2015 года.
Главная часть европейского мероприятия состоялось в Бирмингеме в спортивном центре Уолсолла в университете Вулверхэмптона и транслировалось после события на UFC Fight Pass и международном телевидении.

#### Призеры
Мужчины
| Event            | Золото                        | Серебро                              | Бронза                         |                                  |
| ---------------- | ----------------------------- | ------------------------------------ | ------------------------------ | -------------------------------- |
| Тяжелый вес      | Daniel Galabarov (Болгария)   | Iman Smajic (Швеция)                 | Petur Oskarsson (Исландия)     | Ryan Spillane (Ирландия)         |
| Полутяжелый вес  | Ben Forsyth (Ирландия)        | Balaze Kiss (Венгрия)                | Tencho Karaenev (Болгария)     | Paolo Anastasi (Италия)          |
| Средний вес      | Rostem Akman (Швеция)         | Marius Hakonsev (Норвегия)           | James Duckett (Великобритания) | Asterio Lucchesini (Италия)      |
| Полуредний вес   | Bjarki Palsson (Исландия)     | Dorian Dermendzhiev (Болгария)       | Jorden Indsetviken (Норвегия)  | Hardeep Rai (Великобритания)     |
| Легкий вес       | Jack Shore (Великобритания)   | Geir Kare Cemsoylu (Норвегия)        | Thomas Martin (Ирландия)       | Lee Hammond (Ирландия)           |
| Полулегкий вес   | Joel Moya Schondorff (Швеция) | Ross McCorriston (Северная Ирландия) | Ante Ageneby (Швеция)          | Connor Hitchens (Великобритания) |
| Легчайший вес    | Abdul Hussein (Финляндия)     | Marco Zannetti (Италия)              | Alexis Guilleux (Франция)      | Renato Vidovic (Швеция)          |
| Наилегчайший вес | Jake Bond (Великобритания)    | Warren Mason (Великобритания)        | Hussain Haki Mahdi (Бахрейн)   | David Forgarty (Ирландия)        |

Женщины
| Event            | Золото                           | Серебро                     | Бронза                     |                                 |
| ---------------- | -------------------------------- | --------------------------- | -------------------------- | ------------------------------- |
| Легкий вес       | Leah McCourt (Северная Ирландия) | Mia Isola (Финляндия)       | Sini Koivunen (Финляндия)  | N/A                             |
| Полулегкий вес   | Sanna Merta (Финляндия)          | Cornelia Holm (Швеция)      | Julia Dorny (Германия)     | Celine Provost (Франция)        |
| Легчайший вес    | Varpu Rinne (Финляндия)          | Gabriella Ringblom (Швеция) | Camilla Mannes (Норвегия)  | Eloise Picard (Канада)          |
| Наилегчайший вес | Sunna Rannveig (Исландия)        | Anja Saxmark (Швеция)       | Inka Auvinen (Финляндия)   | Michaela Dostalova (Чехия)      |
| Минимальный вес  | Aleksandra Toncheva (Болгария)   | Raluca Dinescu (Румыния)    | Amy Omara (Великобритания) | Lyudmila Sadirina (Азербайджан) |

### Открытый чемпионат IMMAF 2016 в Африке
Открытый чемпионат IMMAF Africa 2016 года начнется во вторник 30 августа и продлится до 4 сентября 2016 года в крытом спортивном центре Brakpan в Йоханнесбурге.
Турнир проводится Международной федерацией смешанных боевых искусств (IMMAF) совместно с Смешанными боевыми искусствами Южной Африки (MMASA). В нем принимают участие любители ММА из стран-членов IMMAF со всего мира. Открытый чемпионат Африки разрешает по 2 представителя от каждой страны для каждой весовой категории и 4 для принимающей страны: от  минимального до легкого веса у женщин и от наилегчайшего до супертяжелого веса у мужчин.
Открытый чемпионат Африки IMMAF 2016 года был показан на UFC FIGHT PASS и международных каналах трансляции после мероприятия UFC.

### Открытый чемпионат Европы IMMAF 2016 по любительскому ММА
Открытый чемпионат Европы IMMAF 2016 по любительскому ММА, который прошел в Праге с 22 по 26 ноября.
Командный турнир  Международной федерации смешанных единоборств, организованный Чешской ассоциацией смешанных боевых искусств (MMAA), проходит в 2 ринга в течение 5 дней. В нем принимают участие более 170 спортсменов из 30 стран мира.
Открытый чемпионат Европы IMMAF 2016 по любительскому ММА будет представлен на UFC FIGHT PASS и международных каналах трансляции после события.
С 12 по 19 ноября в Манаме, Бахрейн, на спортивно-спортивной арене Халифы проходил чемпионат мира IMMAF 2017 года.

#### Призеры
| Весовая категория | Золото                      | Серебро                           | Бронза |     |
| ----------------- | --------------------------- | --------------------------------- | ------ | --- |
| Супертяжелый вес  | Atanas Krastanov (Болгария) | Marcin Kalata (Польша)            | N/A    | N/A |
| Тяжелый вес       | Irman Smajic (Швеция)       | Lev Vins (Казахстан)              | N/A    | N/A |
| Полутяжелый вес   | Murtaza Talha Ali (Бахрейн) | Pavel Pahomenko (Беларусь)        | N/A    | N/A |
| Средний вес       | Khaled Laallam (Швеция)     | Bjorn Lukas Haraldsson (Исландия) | N/A    | N/A |
| Полусредний вес   | Benjamin Bennet (США)       | Sola Axel (Франция)               | N/A    | N/A |
| Легкий вес        | Quitin Thomas (США)         | Vitali Andruhovich (Беларусь)     | N/A    | N/A |
| Полулегкий вес    | Delyan Georgiev (Болгария)  | Joel Arolainen (Финляндия)        | N/A    | N/A |
| Легчайший вес     | Gamzat Magomedov (Бахрейн)  | Olzhas Moldagaliyev (Казахстан)   | N/A    | N/A |
| Наилегчайший вес  | Serdar Altas (Швеция)       | Yernaz Mussabek (Казахстан)       | N/A    | N/A |

Women
| Event            | Золото                       | Серебро                                | Бронза |     |
| ---------------- | ---------------------------- | -------------------------------------- | ------ | --- |
| Легкий вес       | Gase Sanita (Новая Зеландия) | Kaycee Blake (Великобритания)          | N/A    | N/A |
| Полулегкий вес   | Fabiana Giampa (Италия)      | Courtney McCrudden (Северная Ирландия) | N/A    | N/A |
| Легчайший вес    | Manon Fiorot (Франция)       | Chamia Chabbi (Финляндия)              | N/A    | N/A |
| Наилегчайший вес | Michele Oliveira (Бразилия)  | Danni Neilan (Ирландия)                | N/A    | N/A |
| Минимальный вес  | Anna Astvik (Швеция)         | Hannah Dawson (Новая Зеландия)         | N/A    | N/A |

## Общее количество медалей на Чемпионате мира
Итоги не включают медали чемпионатов мира после 2015 года.
| Ranking | Country           | Gold | Silver | Bronze |
| ------- | ----------------- | ---- | ------ | ------ |
| 1       | США               | 6    | 1      | 7      |
| 2       | Швеция            | 0    | 7      | 2      |
| 3       | Великобритания    | 1    | 2      | 5      |
| 4       | Италия            | 1    | 0      | 6      |
| 5       | Финляндия         | 3    | 1      | 1      |
| 6       | Канада            | 2    | 1      | 2      |
| 7       | Польша            | 1    | 1      | 3      |
| 8       | Норвегия          | 0    | 3      | 1      |
| 9       | Франция           | 0    | 1      | 3      |
| 10      | ЮАР               | 2    | 0      | 1      |
| 11      | Ирландия          | 1    | 1      | 1      |
| 12      | Новая Зеландия    | 0    | 0      | 3      |
| 13      | Дания             | 2    | 0      | 0      |
| 14      | Чехия             | 1    | 0      | 1      |
| 14      | Германия          | 1    | 0      | 1      |
| 16      | Казахстан         | 0    | 2      | 0      |
| 17      | Ливан             | 0    | 1      | 1      |
| 17      | Румыния           | 0    | 1      | 1      |
| 17      | Украина           | 0    | 1      | 1      |
| 20      | Бальгия           | 0    | 0      | 2      |
| 20      | Северная Ирландия | 0    | 0      | 2      |
| 22      | Австрия           | 1    | 0      | 0      |
| 22      | Бразилия          | 1    | 0      | 0      |

## Рекомендации
1. ↑  ESPN. ESPN. Дата обращения: 5 января 2015. Архивировано 20 мая 2013 года.
2. ↑  UFC backs creation of International Mixed Martial Arts Federation (IMMAF). MMAmania.com. Дата обращения: 5 января 2015. Архивировано 6 января 2015 года.
3. ↑  Dana White Discusses UFC's Support of IMMAF ». Fightersource.com. Дата обращения: 5 января 2015. Архивировано из оригинала 6 января 2015 года.
4. ↑  UFC Supports Creation of International MMA Federation. UFC. Дата обращения: 5 января 2015. Архивировано 5 февраля 2015 года.
5. ↑  Ben Szwediuk. Swedish Mixed Martial Arts Federation: an exclusive in-depth interview with President Johan Halldin. Mirror.co.uk (17 октября 2014). Дата обращения: 5 января 2015. Архивировано 4 декабря 2020 года.
6. ↑  SMMAF explains why Lapilus was denied, Rosa approved for UFC Fight Night 53. MMAjunkie. Дата обращения: 5 января 2015. Архивировано 22 апреля 2016 года.
7. ↑  CABMMA official responds to Piotr Hallmann’s UFC drug test denials. MMA Fighting. Дата обращения: 5 января 2015. Архивировано 11 ноября 2020 года.
8. ↑  Piotr Hallman Says UFC Brazil Drug Testing was Unprofessional; Commission Responds. Yahoo Sports (14 октября 2014). Дата обращения: 5 января 2015. Архивировано 5 марта 2016 года.
9. ↑  The tale of IMMAF & WMMAA: How two global MMA federations merged to create a super organisation (англ.). IMMAF (5 августа 2020). Дата обращения: 4 марта 2021. Архивировано из оригинала 10 апреля 2021 года.
10. ↑  IMMAF. National Federation. IMMAF. Дата обращения: 12 февраля 2021. Архивировано 3 марта 2021 года.
11. ↑  2017 IMMAF WORLD CHAMPIONSHIPS. immaf.org. Дата обращения: 10 января 2019. Архивировано 11 января 2019 года.
12. ↑  2017 World Championships Results. immaf.org. Дата обращения: 10 января 2019. Архивировано 14 апреля 2019 года.

## Внешние ссылки
- immaf.org — официальный сайт Международная федерация смешанных боевых искусств